# Leptodesmus
Leptodesmus är ett släkte av mångfotingar. Leptodesmus ingår i familjen Chelodesmidae.

## Dottertaxa tillLeptodesmus, i alfabetisk ordning[1]
- Leptodesmus abancus
- Leptodesmus aculeatus
- Leptodesmus andinus
- Leptodesmus angustatus
- Leptodesmus appendiculatus
- Leptodesmus attemsi
- Leptodesmus bidens
- Leptodesmus bidenticulatus
- Leptodesmus bivelatus
- Leptodesmus bivittatus
- Leptodesmus bohlsi
- Leptodesmus calugensis
- Leptodesmus camellatus
- Leptodesmus carinovatus
- Leptodesmus carneus
- Leptodesmus catharinensis
- Leptodesmus caulleryi
- Leptodesmus centropus
- Leptodesmus cerasinus
- Leptodesmus chusgonus
- Leptodesmus cognatus
- Leptodesmus corcovadis
- Leptodesmus cordilleranus
- Leptodesmus coriaceus
- Leptodesmus coronatus
- Leptodesmus cylindricus
- Leptodesmus decipiens
- Leptodesmus deerans
- Leptodesmus dentellus
- Leptodesmus digitatus
- Leptodesmus dorbignyi
- Leptodesmus eimeri
- Leptodesmus evolutus
- Leptodesmus flagellatus
- Leptodesmus foetidus
- Leptodesmus forceps
- Leptodesmus furcilla
- Leptodesmus gasparae
- Leptodesmus gayanus
- Leptodesmus geayi
- Leptodesmus iheringi
- Leptodesmus infaustus
- Leptodesmus jucundus
- Leptodesmus kalobatus
- Leptodesmus lamellosus
- Leptodesmus laurinhoi
- Leptodesmus levis
- Leptodesmus lissonotus
- Leptodesmus macconnelli
- Leptodesmus michaelseni
- Leptodesmus muriensis
- Leptodesmus nodosus
- Leptodesmus nudipes
- Leptodesmus oltramarei
- Leptodesmus ornatus
- Leptodesmus ornithopus
- Leptodesmus ortonedae
- Leptodesmus oxapus
- Leptodesmus papillosus
- Leptodesmus parallelus
- Leptodesmus paranaensis
- Leptodesmus pardalis
- Leptodesmus paulistoides
- Leptodesmus paulistus
- Leptodesmus petropolites
- Leptodesmus polydesmoides
- Leptodesmus propinquus
- Leptodesmus pubescens
- Leptodesmus pulvillatus
- Leptodesmus rubescens
- Leptodesmus rubicundus
- Leptodesmus similis
- Leptodesmus stimulatus
- Leptodesmus tarascus
- Leptodesmus taulisensis
- Leptodesmus titschacki
- Leptodesmus triangularis
- Leptodesmus tricolor
- Leptodesmus triseriatus
- Leptodesmus tuberculiporus
- Leptodesmus uniconus
- Leptodesmus validus
- Leptodesmus verhoeffi
- Leptodesmus verrucula
- Leptodesmus weyrauchi
- Leptodesmus virgulatus
- Leptodesmus witti
- Leptodesmus volutatus